# Copa Piatigorsky
La Copa Piatigorsky fou una sèrie trienal de torneigs d'escacs de Grans Mestres, disputats per sistema de doble round-robin als Estats Units els anys 1960. Esponsoritzats per la Fundació Piatigorsky, només es varen celebrar dos esdeveniments, els anys 1963 i 1966. Els torneigs de la Copa Piatigorsky foren els més forts torneigs d'escacs als Estats Units des del Torneig de Nova York 1927.
Jacqueline Piatigorsky (nascuda Rothschild) estava casada amb el violoncel·lista Gregor Piatigorsky, i era una de les millors escaquistes femenines dels Estats Units, i competia regularment en el Campionat femení dels Estats Units. Ella va dissenyar el torneig, i en fou la principal organitzadora. Els premis estaven entre els millors de qualsevol torneig de la història fins al moment. Cada jugador tenia un fix garantit, i totes les despeses de viatge i manteniment pagades.

## Los Angeles 1963
La primera Copa Piatigorsky se celebrà a l'Hotel Ambassador de Los Angeles el juliol de 1963. El quadre del torneig incloïa vuit jugadors de cinc països diferents. Els representants soviètics Paul Keres i el Campió del món Tigran Petrossian empataren al primer lloc amb una puntuació de 8½/14, i van rebre més de la meitat dels 10,000 $ de la bossa de premis (3000 $ pel primer). Com que en cas d'endur-se els dòlars a l'URSS, aquests serien canviats pel govern soviètic per rubles a un tipus de canvi molt desfavorable, Keres i Petrossian es varen comprar uns cotxes (Ramblers) amb els seus guanys. Keres va guanyar el major nombre de partides en el torneig (sis), però en va perdre dues contra Samuel Reshevsky. La Copa fou el primer torneig de Petrossian després d'haver guanyat el Campionat del món de 1963 contra Mikhaïl Botvínnik i fou un dels dos primers llocs que va compartir en el seu regnat de sis anys com a campió mundial. Petrossian fou el primer campiód el món regnant en jugar en un torneig estatunidenc des d'Aleksandr Alekhin a Pasadena el 1932. Després de perdre en la segona ronda contra Svetozar Gligorić, Petrossian no va tenir cap problema ni va estar realment en perill durant tota la resta del torneig.
La resta de participants incloïa dos estatunidencs, Reshevsky i Pal Benko, dos argentins, Oscar Panno i Miguel Najdorf, i dos europeus, Gligorić (Iugoslàvia) i Friðrik Ólafsson (Islàndia). El campió dels Estats Units Bobby Fischer va declinar la invitació, després de fer una petició d'un fix de 2000 $, que fou refusada pels organitzadors.
Gligorić era el líder a la meitat del torneig amb 4½/7, però va puntuar només tres taules en les últimes set partides, i acabà cinquè rere Najdorf i Ólafsson. Petrossian acabà molt fort, amb 5/7 en la segona meitat del torneig. Abans de la darrera ronda, Petrossian era el líder amb 8 punts, seguit de Keres amb 7½ i Najdorf i Ólafsson amb 7. Tant Petrossian com Keres duien negres a la ronda final. Petrossian va fer taules contra Reshevsky, mentre que Keres guanyà Gligorić i acabà així empatant a la primera plaça amb 8½ punts.
Isaac Kashdan va fer de director del torneig i edità el llibre del torneig, publicat el 1965, amb comentaris principalment de Reshevsky.

### Quadre de creuaments
|   |                             | 1   | 2   | 3   | 4   | 5   | 6   | 7   | 8   | Total |
| - | --------------------------- | --- | --- | --- | --- | --- | --- | --- | --- | ----- |
| 1 | Keres (Unió Soviètica)      | –   | ½ ½ | ½ 0 | 1 1 | 0 0 | ½ 1 | 1 1 | ½ 1 | 8½    |
| 2 | Petrossian (Unió Soviètica) | ½ ½ | –   | ½ ½ | ½ ½ | ½ ½ | 0 1 | 1 1 | ½ 1 | 8½    |
| 3 | Najdorf (Argentina)         | ½ 1 | ½ ½ | –   | ½ 0 | 1 ½ | ½ ½ | 0 ½ | 1 ½ | 7½    |
| 4 | Ólafsson (Islàndia)         | 0 0 | ½ ½ | ½ 1 | –   | ½ 1 | ½ 1 | 1 0 | ½ ½ | 7½    |
| 5 | Reshevsky (Estats Units)    | 1 1 | ½ ½ | 0 ½ | ½ 0 | –   | ½ ½ | 1 ½ | 0 ½ | 7     |
| 6 | Gligorić (Iugoslàvia)       | ½ 0 | 1 0 | ½ ½ | ½ 0 | ½ ½ | –   | ½ 0 | 1 ½ | 6     |
| 7 | Benko (Estats Units)        | 0 0 | 0 0 | 1 ½ | 0 1 | 0 ½ | ½ 1 | –   | 1 0 | 5½    |
| 8 | Panno (Argentina)           | ½ 0 | ½ 0 | 0 ½ | ½ ½ | 1 ½ | 0 ½ | 0 1 | –   | 5½    |

## Santa Monica 1966
El segon i darrer torneig de la sèrie se celebrà entre juliol i agost de 1966 al Mirimar Hotel, Santa Monica. El quadre s'incrementà dels vuit jugadors als deu, i la bossa de premis es va doblar fins als 20,000 $ (primer premi: 5000 $, segon: 3000 $, tercer: 2500 $, quart: 2000 $, cinquè: 1750 $, sisè: 1500 $, setè: 1300 $, vuitè: 1150 $, novè: 1050 $, desè: 1000 $). En aquesta ocasió, tots els jugadors convidats acceptaren la invitació, fins i tot Fischer. Amb l'augment del nombre de participants, vuit països hi tingueren representació. Tot i que la tensió soviètico-americana deguda a la guerra del Vietnam semblava que impediria la participació soviètica a l'esdeveniment, finalment la federació soviètica va enviar el campió del món Tigran Petrossian i l'aspirant Borís Spasski. Petrossian i Spasski havien acabat un matx pel campionat del món a la primavera, en el qual Petrossian havia retingut el títol. La resta del quadre incloïa Bobby Fischer i Samuel Reshevsky (U.S.A), Bent Larsen (Dinamarca), Lajos Portisch (Hongria), Wolfgang Unzicker (RFA), Miguel Najdorf (Argentina), Borislav Ivkov (Iugoslàvia), i Jan Hein Donner (Països Baixos).
L'interès pel torneig fou inusualment elevat per un esdeveniment escaquístic als Estats Units, amb uns 500 espectadors assistint a cada ronda. La partida de la 17a ronda entre els líders Spasski i Fischer va registrar uns 900 espectadors. Les posicions de les partides en curs van ser exhibides a la multitud amb un sistema de projecció innovador ideat per Jacqueline Piatigorsky, en comptes dels taulers de paret habituals.
Spassky va prendre el lideratge molt aviat, amb victòries sobre Unzicker, Ivkov, i Fischer. A la meitat del torneig, estava empatat al primer lloc amb Larsen amb 6/9. Petrossian va quedar fora de la baralla ben d'hora, després de perdre en el tercer assalt contra Portisch i una d'altra derrota a la setena ronda contra Larsen, que va fer un sacrifici de dama. Fischer va perdre tres partides seguides a la segona setmana de joc (rondes 6, 7, i 8) i estava prop de l'últim lloc amb 3½/9 a mitjan torneig. Llavors va guanyar quatre partides en sèrie (totes abans de l'ajornament), n'entaulà una, i llavors en guanyà dues més fins a atrapar Spasski a falta de dues rondes pel final. Spasski havia derrotat Fischer a la vuitena ronda, i es van haver d'enfrontar novament a la penúltima. Tot i que Fischer tenia l'avantatge de jugar amb blanques, Spasski va emprar la defensa Marshall de la Ruy López, que li permeté entaular fàcilment en 37 jugades. A la ronda final estaven empatats amb 10½ punts cadascú, Spasski derrotà Donner mentre que Fischer entaulà amb Petrossian, fent que Spasski guanyés el torneig per mig punt, i quedant a més a més com a únic jugador no derrotat. Fischer i Larsen foren els qui guanyaren més partides (set cadascú), però Fischer no va poder superar el seu mal començament. Larsen estava empatat al primer lloc a la ronda 11, però tot i que va vèncer Petrossian a les seves dues partides, les seves quatre derrotes (incloses tres a les rondes 12 a 15) el varen fer caure fins al tercer lloc. Empatant a les places quarta i cinquena, Portisch i Unzicker foren els únics altres jugadors amb un marcador positiu. El campió del món Petrossian fou sisè, una plaça decebedora, possiblement deguda al fet que podria haver estat sentint encara la tensió del seu recent encontre pel Campionat del Món amb Spassky, qui era vuit anys més jove que ell.
El llibre del torneig Second Piatigorsky Cup (1968) editat pel director del torneig Isaac Kashdan fou inusual, en el sentit que contenia notes i comentaris de la majoria dels participants. Set jugadors varen comentar totes les seves partides, i Fischer va facilitar comentaris per la seva partida contra Najdorf.

### Quadre de creuaments i resultats acumulats
|                             | 1 | 2  | 3  | 4  | 5  | 6  | 7  | 8  | 9  | 10 | 11 | 12 | 13 | 14 | 15 | 16 | 17  | 18  |
| --------------------------- | - | -- | -- | -- | -- | -- | -- | -- | -- | -- | -- | -- | -- | -- | -- | -- | --- | --- |
| Spasski (Unió Soviètica)    | ½ | 1½ | 2  | 2½ | 3  | 3½ | 4½ | 5½ | 6  | 6½ | 7  | 7½ | 8½ | 9  | 9½ | 10 | 10½ | 11½ |
| Fischer (Estats Units)      | ½ | 1  | 2  | 2½ | 3  | 3  | 3  | 3  | 3½ | 4½ | 5½ | 6½ | 7½ | 8  | 9  | 10 | 10½ | 11  |
| Larsen (Dinamarca)          | 0 | ½  | 1  | 1½ | 2½ | 3½ | 4½ | 5  | 6  | 6  | 7  | 7  | 7  | 7½ | 7½ | 8½ | 9½  | 10  |
| Portisch (Hongria)          | ½ | 1  | 2  | 2½ | 3  | 3½ | 4  | 4½ | 4½ | 5  | 5  | 5½ | 6  | 6½ | 7½ | 8½ | 9   | 9½  |
| Unzicker (RFA)              | ½ | ½  | 1  | 1½ | 2  | 2½ | 3  | 3½ | 4½ | 5  | 5½ | 6  | 6½ | 7  | 7½ | 8½ | 9   | 9½  |
| Petrossian (Unió Soviètica) | ½ | 1  | 1  | 1½ | 2  | 2½ | 2½ | 3½ | 4  | 4½ | 5  | 5½ | 6½ | 7  | 7½ | 7½ | 8½  | 9   |
| Reshevsky (Estats Units)    | ½ | 1  | 1½ | 2  | 2½ | 3½ | 4  | 4½ | 5  | 5  | 5½ | 6  | 6½ | 7  | 7½ | 7½ | 8½  | 9   |
| Najdorf (Argentina)         | ½ | 1½ | 2  | 2½ | 2½ | 3  | 4  | 4  | 4½ | 5  | 5½ | 6½ | 7  | 7½ | 8  | 8  | 8   | 8   |
| Ivkov (Iugoslàvia)          | 1 | 1  | 1  | 1½ | 2  | 2½ | 2½ | 3  | 3  | 3  | 3½ | 3½ | 4  | 4½ | 4½ | 5  | 6   | 6½  |
| Donner (Països Baixos)      | ½ | 1  | 1½ | 2  | 2½ | 2½ | 3  | 3½ | 4  | 4½ | 5½ | 5½ | 5½ | 5½ | 6  | 6  | 6   | 6   |

|    |                             | 1   | 2   | 3   | 4   | 5   | 6   | 7   | 8   | 9   | 10  | Total |
| -- | --------------------------- | --- | --- | --- | --- | --- | --- | --- | --- | --- | --- | ----- |
| 1  | Spasski (Unió Soviètica)    | –   | 1 ½ | ½ 1 | ½ ½ | 1 ½ | ½ ½ | ½ ½ | ½ ½ | 1 ½ | ½ 1 | 11½   |
| 2  | Fischer (Estats Units)      | 0 ½ | –   | 0 1 | ½ 1 | ½ ½ | ½ ½ | ½ 1 | 0 1 | 1 1 | ½ 1 | 11    |
| 3  | Larsen (Dinamarca)          | ½ 0 | 1 0 | –   | 1 ½ | ½ 0 | 1 1 | ½ 1 | 1 ½ | 0 1 | ½ 0 | 10    |
| 4  | Portisch (Hongria)          | ½ ½ | ½ 0 | 0 ½ | –   | ½ ½ | 1 ½ | ½ ½ | ½ ½ | ½ 1 | ½ 1 | 9½    |
| 5  | Unzicker (RFA)              | 0 ½ | ½ ½ | ½ 1 | ½ ½ | –   | ½ ½ | ½ ½ | ½ ½ | 1 ½ | ½ ½ | 9½    |
| 6  | Petrossian (Unió Soviètica) | ½ ½ | ½ ½ | 0 0 | 0 ½ | ½ ½ | –   | ½ ½ | 1 1 | ½ ½ | ½ 1 | 9     |
| 7  | Reshevsky (Estats Units)    | ½ ½ | ½ 0 | ½ 0 | ½ ½ | ½ ½ | ½ ½ | –   | ½ 1 | ½ ½ | 1 ½ | 9     |
| 8  | Najdorf (Argentina)         | ½ ½ | 1 0 | 0 ½ | ½ ½ | ½ ½ | 0 0 | ½ 0 | –   | 1 ½ | ½ 1 | 8     |
| 9  | Ivkov (Iugoslàvia)          | 0 ½ | 0 0 | 1 0 | ½ 0 | 0 ½ | ½ ½ | ½ ½ | 0 ½ | –   | ½ 1 | 6½    |
| 10 | Donner (Països Baixos)      | ½ 0 | ½ 0 | ½ 1 | ½ 0 | ½ ½ | ½ 0 | 0 ½ | ½ 0 | ½ 0 | –   | 6     |